# Gouvernement du 2e Dáil
Irlande
Gouvernement du 1er Dáil Gouvernement du 3e Dáil
Le gouvernement du 2e Dáil est le gouvernement de l'Irlande formé après l'élection générale du 24 mai 1921. Il s'organise chronologiquement en deux cabinets et un Gouvernement provisoire.

## Composition du3eCabinet
Le troisième Aireacht de la République irlandaise est en place du 26 août 1921 au 9 janvier 1922. Il est nommé à la suite de l'élection irlandaise du 24 mai 1921.
Contrairement à ce qui s'est pratiqué lors des deux premiers cabinets, quand de Valera est réélu à la tête du gouvernement en 1922 il assume le titre de « Président de la République irlandaise » et par conséquent devient chef de l’État plutôt que Premier ministre.
Comme cela est pratiqué dans d'autres régimes présidentiels à la même époque, les membres du 3e cabinet sont désignés sous le terme de « Secrétaires d'État » plutôt que comme « Ministres ».
| Portefeuille                                  | Titulaire | Titulaire             | Parti     |
| --------------------------------------------- | --------- | --------------------- | --------- |
| Président de la République                    |           | Éamon de Valera       | Sinn Féin |
| Secrétaire d'État aux Finances                |           | Michael Collins       | Sinn Féin |
| Secrétaire d'État aux Affaires étrangères     |           | Arthur Griffith       | Sinn Féin |
| Secrétaire d'État aux Affaires intérieures    |           | Austin Stack          | Sinn Féin |
| Secrétaire d'État à la Défense                |           | Cathal Brugha         | Sinn Féin |
| Secrétaire d'État au Gouvernement local       |           | William T. Cosgrave   | Sinn Féin |
| Secrétaire d'État aux Affaires économiques    |           | Robert Barton         | Sinn Féin |
| Ministres non membres du Cabinet              |           |                       |           |
| Secrétaire d'État au Gouvernement local       |           | Kevin O'Higgins       | Sinn Féin |
| Secrétaire d'État à l'éducation               |           | John J. O'Kelly       | Sinn Féin |
| Secrétaire d'État aux Échanges et au Commerce |           | Ernest Blythe         | Sinn Féin |
| Secrétaire d'État à l'Agriculture             |           | Art O'Connor          | Sinn Féin |
| Directeur-Général des Postes                  |           | James J. Walsh        | Sinn Féin |
| Secrétaire d'État à la Pêche                  |           | Seán Etchingham       | Sinn Féin |
| Secrétaire d'État au Travail                  |           | Constance Markievicz  | Sinn Féin |
| Secrétaire d'État à la Publicité              |           | Desmond FitzGerald    | Sinn Féin |
| Secrétaire d'État aux Arts                    |           | George Noble Plunkett | Sinn Féin |

Le 7 janvier 1922, le Traité anglo-irlandais est ratifié par le Dáil Éireann par une très courte majorité (64 voix contre 57). À la suite de ce vote un certain nombre de membres du gouvernement, avec à leur tête de Valera, démissionne.

## Composition du4ecabinet
À la suite de la démission de de Valera, le 3e cabinet se dissout. Un nouveau gouvernement est constitué sous la direction de Arthur Griffith. Il est composé de la seule partie des membres du Sinn Féin ayant ratifié le traité anglo-irlandais.
| Portefeuille                                | Titulaire | Titulaire           | Parti     |
| ------------------------------------------- | --------- | ------------------- | --------- |
| Président de la République                  |           | Arthur Griffith     | Sinn Féin |
| Ministre des Finances                       |           | Michael Collins     | Sinn Féin |
| Ministre des Affaires étrangères            |           | George Gavan Duffy  | Sinn Féin |
| Ministre des Affaires intérieures           |           | Eamonn Duggan       | Sinn Féin |
| Ministre de la Défense                      |           | Richard Mulcahy     | Sinn Féin |
| Ministre du Gouvernement local              |           | William T. Cosgrave | Sinn Féin |
| Ministre des Affaires économiques           |           | Kevin O'Higgins     | Sinn Féin |
| Ministres non membres du Cabinet            |           |                     |           |
| Ministre de l’Éducation                     |           | Michael Hayes       | Sinn Féin |
| Ministre du Commerce                        |           | Ernest Blythe       | Sinn Féin |
| Ministre de l'Agriculture                   |           | Patrick Hogan       | Sinn Féin |
| Ministre du Travail                         |           | Joseph McGrath      | Sinn Féin |
| Ministre de la Publicité                    |           | Desmond FitzGerald  | Sinn Féin |
| Assistants Ministres                        |           |                     |           |
| Assistant-Ministre du Gouvernement local    |           | Lorcan Robbins      | Sinn Féin |
| Assistant-Ministre aux Affaires intérieures |           | George Nicolls      | Sinn Féin |
| Assistant-Ministre de l’Éducation           |           | Frank Fahy          | Sinn Féin |